# Фредерік Діліус
Фре́дерік-Те́одор-А́льберт Діліус (англ. Frederick Theodore Albert Delius; 29 січня 1862, Бредфорд — 10 червня 1934, Грез-сюр-Луен) — британський композитор.

## Життя та творчість
Фредерік Діліус походив із сім'ї торговця німецького походження. Хоча ще в дитинстві він мав яскраві музичні здібності, але за наполяганням батька змушений був в молодості займатися продажем тканин, для чого здійснив поїздки в Норвегію і в Париж. У 1884 році Діліус приїжджає до Флориди і купує там плантацію, маючи намір зайнятися вирощуванням апельсинів. Однак незабаром він кидає сільське господарство і починає вчитися музиці — спершу у Томаса Варда, потім в місті Денвілле (штат Вірджинія), де заробляє на життя грою на органі і співом.
У 1886 році Фредерік Діліус, отримавши нарешті від батька необхідні кошти, півтора року навчається в Лейпцизькій консерваторії у Карла Райнеке і Саломона Ядассона. Незабаром після цього Діліус познайомився з Едвардом Грігом, який здійснив значний вплив на творчість англійського композитора. Після закінчення консерваторії Діліус приїжджає в Париж, де у нього зав'язуються дружні відносини також з Полем Гогеном, Августом Стріндбергом і Едвардом Мунком.
У 1892 році Ф. Діліус закінчує свою першу оперу — «Ірмелін», в 1895 виходить друга — «Чарівний фонтан», в 1897 році — опера «Коанга». З плином часу у композитора відточується свій індивідуальний музичний стиль, на розвиток якого, втім, вплинули музика Вагнера і Гріга, а пізніше — Дебюссі. У 1896 році композитор знайомиться з художницею Єлкою Розен, на якій в 1903 році одружився. У 1897 році він переїжджає в містечкоГрез-сюр-Луен на схід від Парижа, де пише значну частину своїх творів: «Париж: Пісня про Велике місто» для оркестру (1899), оперу «Сільські Ромео і Джульєтта» (1901), «Аппалаччіо» для хору і оркестру (1903), «Морський дрейф» (1904) для баритона, хору і оркестру, «Месу життя» (1905). Тут же він створює свою останню оперу «Фенімор і Ґерда» (1909—1910).
На час Першої світової війни композитор, побоюючись німецької окупації, їде в Англію. Тут він пише свій «Реквієм» (1914—1916), а також кілька інструментальних концертів і сонат. У 20-і роки XX сторіччя Ф. Діліус серйозно захворів на тяжку форму сифілісу, в результаті чого до кінця свого життя залишався паралізованим і сліпим. Його 2-гу сонату для скрипки (1923) змушена була записувати дружина Є. Розен. В результаті Ф. Діліус довгі роки нічого не писав. З 1928 по 1934 роки його особистим секретарем служив англійський музикант і композитор Ерік Фенбі. Завдяки його допомозі, в 1930 році з'являється 3-тя соната для скрипки, в 1932 — «Ідилія» для сопрано, баритона та оркестру, а також численні дрібні етюди.

## У культурі
Образи Фредеріка Діліуса і його особистого секретаря Еріка Фенбі були використані британським письменником Девідом Мітчеллом для створення персонажів Вівіана Ейрса і Роберта Фробішера в своєму романі «Хмарний атлас».